# Mosetse
Mosetse – wieś w Botswanie w dystrykcie Central. Według spisu ludności z 2011 roku wieś liczyła 1787 mieszkańców.